# Оскійська мова

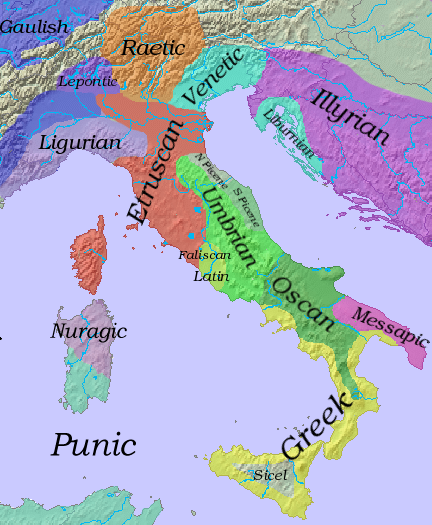
Приблизне поширення мов на Аппенінському півострові в 6 ст. до н.е.

Оскська або Оскійська мова — мертва індоєвропейська мова, поширена колись у Південній Італії, споріднена з латинською і умбрійською мовами. Була у вжитку з близько 500  року. до н. е. до близько 100 року нашої ери. Для запису мови використовували латинську, грецьку і італійську системи письма.